# Custo

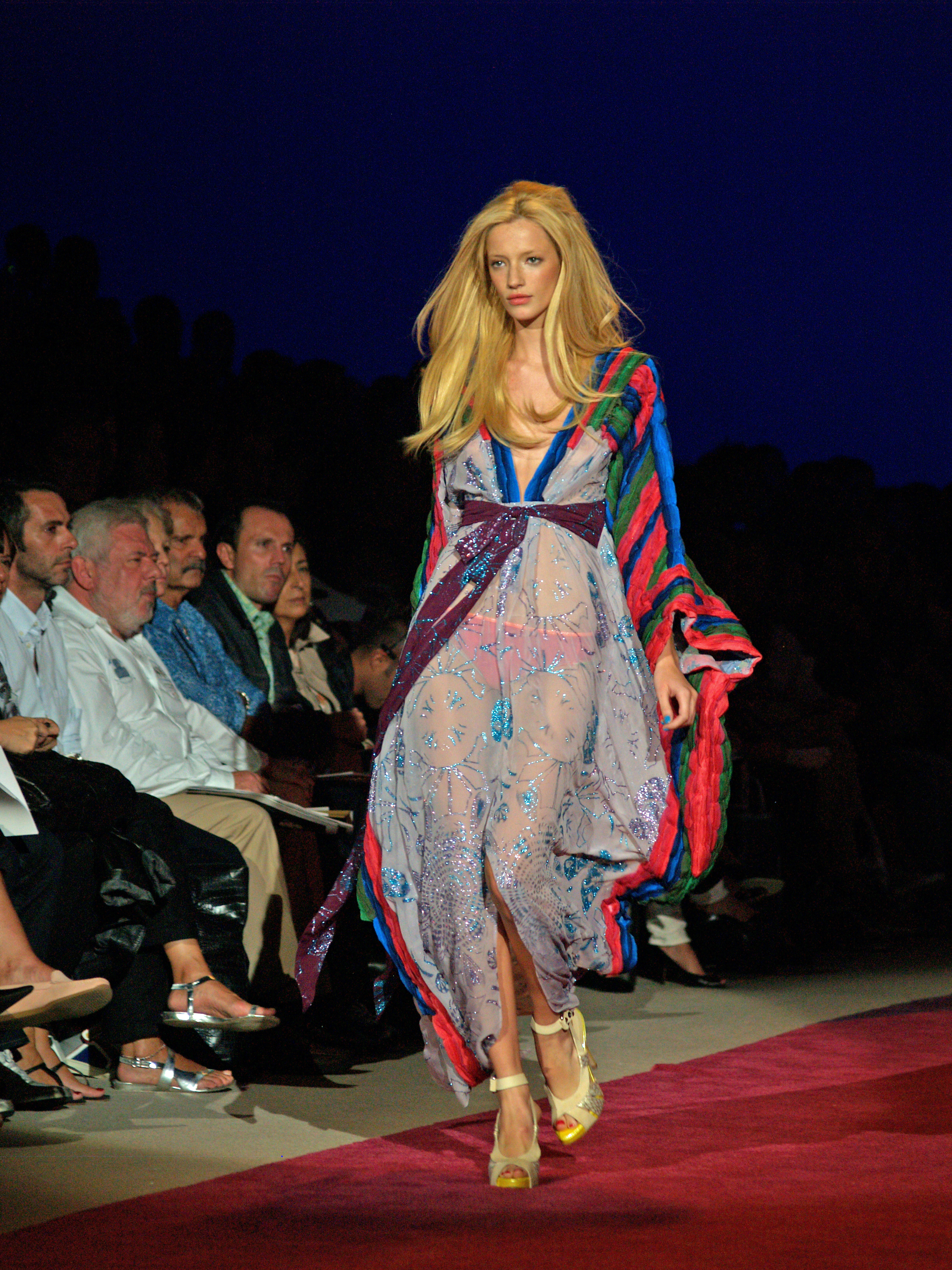
Modenschau von Custo Barcelona während der New York Fashion Week, 2009

Custo Barcelona ist der Name eines spanischen Modelabels aus Barcelona. 
Es wurde 1996 von Custo Dalmau (geboren 1959 in Tremp, Lleida als Ángel Custodio Dalmau Salmón) und seinem Bruder David gegründet.
Als Custo sein Architekturstudium 1983 abbrach, um sich seiner Liebe für das Textildesign zu widmen,
mussten er und sein Bruder ihre Kreationen noch von Tür zu Tür verkaufen. Im Jahre 1997, ein Jahr nach der Gründung von CUSTO BARCELONA wurden sie dann auf die Summer Fashion Week nach New York geladen, womit ihre steile Karriere in Amerika und Südeuropa begann. 

Der farbige, „gebrochene“ Stil ihrer Hemden hat den amerikanischen Markt erobert, denn die Stilisten einiger erfolgreicher US-Serien, begannen ihre Schauspieler u. a. mit Custo einzukleiden (zum Beispiel Sex and the City, Friends). Viele Stars tragen heute auch Custo (Beyoncé, Christina Aguilera, Claudia Schiffer, Antonio Banderas etc.) 
Obwohl die Hemden immer noch ihr Markenzeichen sind, verfügt Custo mittlerweile über eine komplette Modelinie. Custo Dalmau wurde 2003 vom spanischen GQ Magazine zum „Man of the Year“ gekürt und im selben Jahr auch vom Metaphore Magazine zum besten Designer 2003. In Deutschland und Österreich gibt es noch keine Custo Filialen.